# 中華基督教行道會
中華基督教行道會是一個台灣基督教教會團體。起源於北歐的瑞典行道會。1891年成立於清朝湖北省。在中華民國大陸時期，擁有五百餘間教會。1949年隨中華民國政府與中國國民黨播遷至台灣。

## 起源
1890年，美國行道會差派了第一批宣教士到中國，以湖北的荊州、襄陽為宣教工場。1891年，於湖北省創立傳道會。

## 台灣發展
在台灣，中華基督教行道會由各分會自主，並聯合舉行活動。迄今發展六十餘年，規模盛大，不僅在台發展，甚至是台灣少數派遣成員出國傳道。在1995年成立南非行道會。並持續致力海外短宣，如泰北，印度，馬來西亞等。

## 外部聯結
中華基督教行道會聯會